# Węzeł autostradowy Köln-West
Węzeł autostradowy Köln-West (niem. Autobahnkreuz Köln-West, AK Köln-West, Kreuz Köln-West) – węzeł drogowy na skrzyżowaniu autostrad A1 i A4 w kraju związkowym Nadrenia Północna-Westfalia w Niemczech. Znajduje się w zachodniej części Kolonii.
| Z                     | Do                       | Średnie dzienne natężenie ruchu |
| --------------------- | ------------------------ | ------------------------------- |
| AS Köln-Lövenich (A1) | AK Köln-West             | 115 500                         |
| AK Köln-West          | AS Frechen (A1)          | 83 000                          |
| AS Frechen-Nord (A4)  | AK Köln-West             | 75 100                          |
| AK Köln-West          | AS Köln-Klettenberg (A4) | 104 300                         |